# Leyes bahaíes

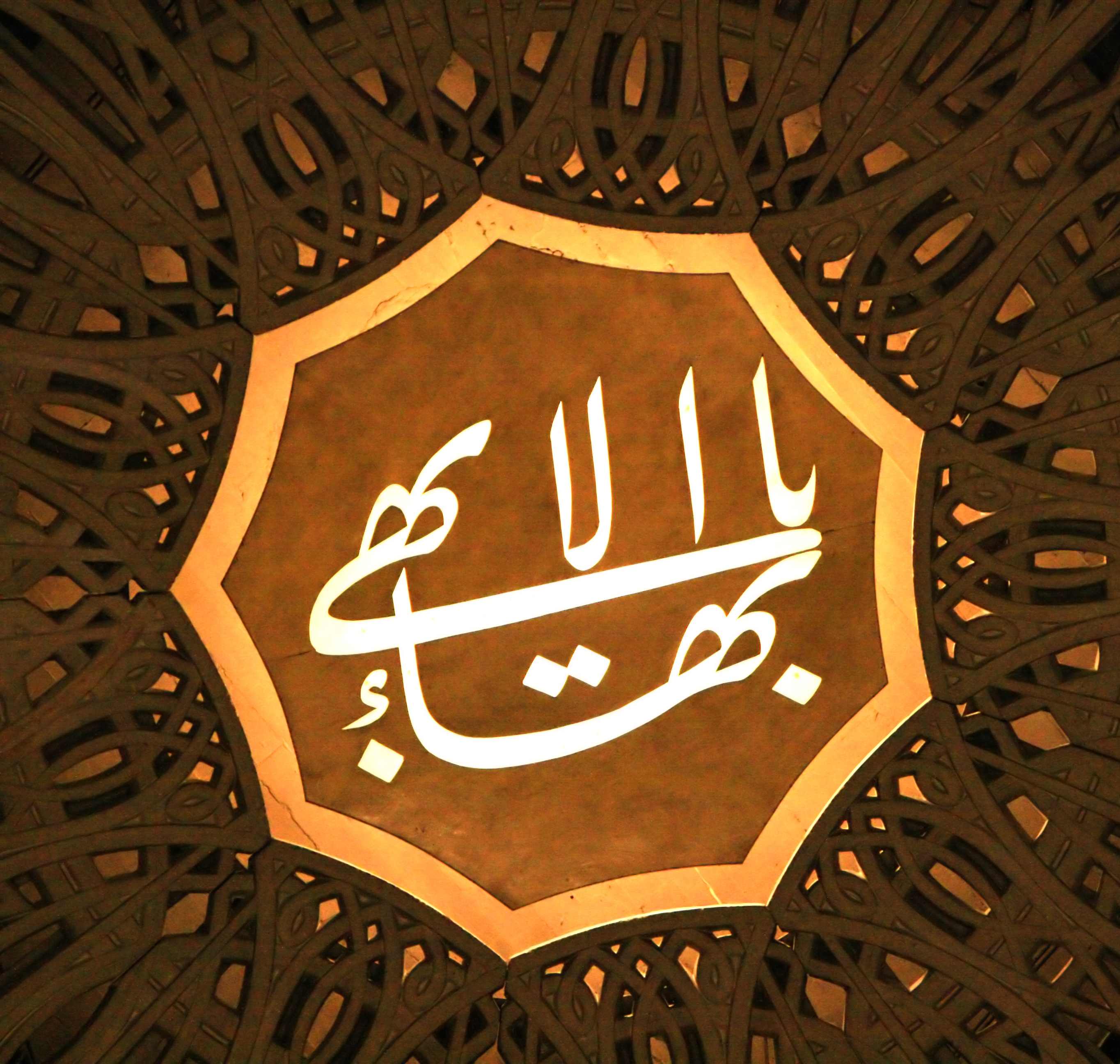
Interior de la cúpula del templo bahai de Wilmette, Illinois.

Las leyes bahaíes proceden desde el libro Kitáb-i-Aqdas, además que otros textos de Bahá'u'lláh. Ha habido otras interpretaciones a través de `Abdu'l-Bahá y Shoghi Effendi, y textos autorizados por la Casa Universal de Justicia.

## Gradualismo
Las leyes tienen que ser aplicadas 'gradualmente', y los bahaíes son comprometidos a obedecer las leyes del país de residencia.
Algunas Leyes Bahá'ís: 
- - Abolición de todo prejuicio
  - Búsqueda independiente de la Verdad
  - Eliminación de extremos de riqueza y pobreza
  - Equilibrio entre ciencia y religión
  - Igualdad de derechos y oportunidades para hombres y mujeres.

Los bahaíes obedecerán las decisiones tomadas por sus asambleas espirituales locales y nacionales (consejos religiosos electos) y la Casa Universal de Justicia. Si lo incumplen reiteradamente de forma que pongan en peligro la Fe se les puede sancionar con la pérdida de derechos administrativos o con la expulsión. Las autoridades baháíes piden que sea evitada toda persona que haya sido declarada quebrantadora del convenio.

## Conciencia individual
Las leyes que aparecen en la literatura bahaí no se ven como un código para restringir la gente sino un "vino bueno" y un camino hacia la felicidad. No se consideran como un compromiso hasta que una persona decide hacerse bahaí. 
Bahá'u'lláh dijo que las personas deben seguir las leyes por amor, y no por miedo de Dios.
Todo individuo tiene el reto y la responsabilidad de ser consecuente con los principios que ha aceptado al hacerse Bahá'í. Sin embargo es libre de proceder conforme al dictado de su conciencia. En la fe no existe la confesión, está prohibida la murmuración. Las faltas son sancionadas por las Asambleas electas.

## El Ayuno
Los bahaíes en buen estado de salud entre los 15 y los 70 años observan un ayuno de 19 días cada año entre la salida y la puesta del sol. Tiene lugar del 2 de marzo al 21 de marzo durante el mes de Alá del calendario bahaí.

## Alimentos
No existen tabúes alimenticios en la fe bahaí, aunque a los bahaíes se les prohíbe beber alcohol o consumir drogas con propósitos lúdicos ya que interfieren con el crecimiento espiritual del individuo. El uso del tabaco no está prohibido pero se desaconseja.

## El matrimonio
La vida familiar se considera la piedra angular de la sociedad. Se alientan los matrimonios. Solo está permitido el matrimonio entre hombre y mujer. En los primeros años de la fe, algunos hombres tenían dos mujeres para conformar con tradiciones de cuidar mujeres viudas en la sociedad de entonces. La poligamía ahora es prohibida por las leyes de los estados donde viven los bahaíes, por las escrituras de `Abdu'l-Bahá y porque en la gran parte de circunstancias, es contra los principios de igualdad entre los sexos.
- Se pide castidad fuera del matrimonio.
- Las parejas deben tener el consentimiento de los progenitores vivos para poder casarse, ya que los bahaíes enseñan que el matrimonio no es solo la unión entre personas sino entre familias.
- Se espera una fidelidad de ambos consortes.
- Se permiten los matrimonios entre miembros de distintas religiones. Se fomentan los matrimonios interraciales.
- Se permite el divorcio, aunque este no se toma a la ligera y se considera con suma seriedad. Se lleva a cabo si, tras un año de separación, la pareja es incapaz de reconciliarse.
- Los padres deben dar educación a sus hijos. Si los recursos permiten solo la educación de uno de ellos, la hija debe ser quien la reciba ya que será la que primero eduque a sus futuros hijos.

## Otras leyes
- Peregrinación: en general hasta el Centro Bahaí en Haifa, Israel; pero originalmente hasta la casa de Bahá'u'lláh, Bagdad, o la casa de El Bab en Shiraz.
- La fiesta de 19 días, al principio de cada mes bahaí.
- La enseñanza obligatoria de niños.
- La repetición del Más Gran Nombre, 95 veces al día, por los creyentes.

## Homosexualidad
La homosexualidad es una conducta claramente censurada en los escritos sagrados de Bahá'u'lláh. Toda conducta es educable si resulta en perjuicio de la sociedad o de la propia persona. 
- Datos: Q2256083